# 창성군 (이의경)
창성군 이의경(昌城君 李義敬, ? ~ ?)은 조선의 왕족 종실이다.

## 이력
의안군 이화의 친손자(親孫子)로 출생한 그는 왕실 종친부 사정(王室 宗親府 司正) 직위를 지내다가 후사 없이 별세하자 이후 사촌 남동생 풍안군 이효손의 차남 문양군 이계윤이 그의 양자(養子)로 출계하였다.
그의 5촌 종조카 청릉군 이희철은 창성군 이의경 그에게는 친가 사촌 남동생의 아들이 되니 즉 5촌 친종조카가 되며 청릉군(훗날 덕안군 이방연의 양손자(養孫子)로 출계) 그도 덕안군 이방연(창성군 이의경에게 큰할아버지가 되는 태조 이성계의 여섯째아들, 즉 덕안군 이방연은 창성군 이의경의 5촌 숙부)의 양자(養子)였던 금산군 이중군의 양자 출계하였다.